# Carla Dickson
Hilkéa Carla de Souza Medeiros Lima, mais conhecida como Carla Dickson (Belém, 2 de julho de 1976), é uma dentista, médica e política brasileira filiada ao União Brasil (UNIÃO). Foi deputada federal pelo Rio Grande do Norte. Em 2022, durante a 56ª legislatura do Congresso Nacional, atuou como suplente na Câmara dos Deputados, tendo substituído a Fábio Faria, quando este assumiu o Ministério das Comunicações.

## Biografia

### Primeiros anos e formação acadêmica
Carla nasceu em Belém, capital do estado do Pará, no ano de 1976. Mudou-se para o estado do Rio Grande do Norte, onde passou a dedicar-se aos estudos.
No ano de 1998, formou-se em Odontologia pela Universidade Federal do Rio Grande do Norte (UFRN). Recebeu o Mérito Estudantil por ter sido a melhor concluinte de Odontologia, como também uma menção honrosa da Kolynos do Brasil. No ano de 2000, mudou-se para o Rio de Janeiro, onde realizou uma especialização em docência no ensino superior, e outra em marketing no mercado globalizado, ambas na Universidade Candido Mendes (UCAM).
Carla Dickson obteve seu Mestrado em Bioquímica em 2003, tendo investigado experimentalmente como uma dieta deficiente em proteína e com baixo valor calórico afeta os dentes . Após o mestrado, cursou medicina, formando-se no ano de 2012 . Durante este período, especializou-se em ciências morfológicas na UFRN. Realizou vários estágios e projetos de iniciação científica. Também foi professora depois de concluir a pós-graduação.

### Política
Casada com o médico Albert Dickson de Lima, que também é deputado estadual pelo Rio Grande do Norte.  Seu domicílio político é o estado do Rio Grande do Norte. Carla concorreu ao cargo de vereadora na cidade de Natal na eleição municipal de 2016 pelo Partido Republicano da Ordem Social (PROS) e foi eleita após receber 7.294 votos.
No ano de 2018, foi candidata a deputada federal pelo PROS, mas ficou na primeira suplência da sua coligação, obtendo 60.590 votos. Com a posse do deputado Fábio Faria como ministro das Comunicações no governo de Jair Bolsonaro, Carla assumiu a vaga na Câmara dos Deputados em 17 de junho de 2020. Nas eleições de 2022, ficou novamente como primeira suplente do seu partido União Brasil (UNIÃO), obtendo 43.191 votos.
Em 1° de janeiro de 2025, irá assumir o mandato deixado por Paulinho Freire, eleito prefeito de Natal nas eleições municipais de 2024.
| Ano  | Cargo                                     | Partido | Votos  | Resultado | Ref.   |
| ---- | ----------------------------------------- | ------- | ------ | --------- | ------ |
| 2016 | Vereadora de Natal                        | PROS    | 7.294  | Eleita    | [ 13 ] |
| 2018 | Deputada federal pelo Rio Grande do Norte | PROS    | 60.590 | Suplente  | [ 14 ] |
| 2022 | Deputada federal pelo Rio Grande do Norte | UNIÃO   | 43.191 | Suplente  | [ 15 ] |